# Camilla Collett

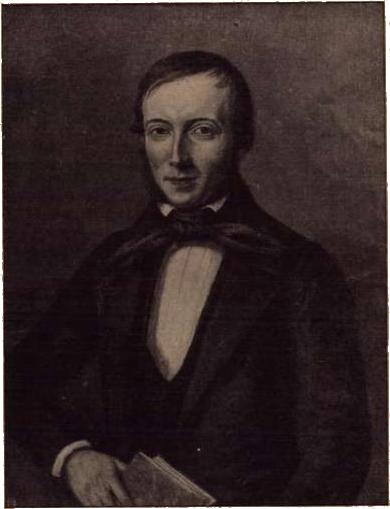
Echtgenoot Peter Jonas Collett

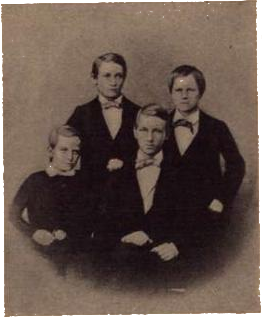
De vier zonen van Camilla Collett in 1860

Camilla Collett (Kristiansand, 23 januari 1813 - Kristiana (Oslo), 6 maart 1895), geboren Jacobine Camilla Wergeland, was een Noorse schrijfster, die vaak wordt aangeduid als de eerste Noorse feministe en wordt beschouwd als een van de eersten die bijdroeg aan het realisme in de Noorse literatuur. 
Collett was lid van de Noorse Vereniging voor de Rechten van de Vrouw.

## Biografie
Camilla Collet werd geboren in Kristiansand (Noorwegen) als dochter van Nicolai Wergeland, in zijn tijd een bekend theoloog, politicus en componist, en Alette Thaulow. Ze was de jongere zus van de dichter Henrik Wergeland.  Haar jongere broer was generaal-majoor Joseph Frantz Oscar Wergeland. Toen Camilla vier jaar oud was verhuisde de familie naar Eidsvoll waar haar vader als priester ging werken. Camilla groeide op in een literaire familie en werd een op jonge leeftijd dagboekschrijfster, deels omdat ze het leven in Eidsvoll saai vond. Een deel van haar tienerjaren bracht  ze door op een school in Christiansfeld in Denemarken.
Tijdens een bezoek aan Kristiania werd ze verliefd op de dichter Johan Sebastian Welhaven, een grote rivaal van haar vader en broer. Dit leidde tot familiale conflicten en de relatie hield geen stand. Camilla had gezondheidsproblemen en tijdens de zomer van 1834 nam haar vader haar mee naar Parijs om weer op krachten te komen en haar gezondheid te verbeteren.
In 1841 huwde ze met Peter Jonas Collett, een vooraanstaand politicus, literair criticus en lid van de Intelligenspartiet (de Inteligentiepartij). Het was in alle opzichten een huwelijk uit liefde en hij was een behulpzame en begripvolle echtgenoot met wie Camilla over elk onderwerp kon praten. Hij respecteerde haar talent en steunde haar schrijversambitie. Camilla begon haar werk te publiceren na het huwelijk met Collett en werd moeder van vier zonen.
Haar bekendste werk is haar enige roman Amtmandens Døtre (vrij vertaald: De districtsgouverneurs' dochters), die in twee afzonderlijke delen, anoniem, werd gepubliceerd in 1854 en 1855. Het boek wordt beschouwd als een van de eerste politieke en sociaal-realistische romans in Noorwegen en gaat over de moeilijkheden van het vrouw zijn in een patriarchale samenleving in het algemeen en gedwongen huwelijken in het bijzonder. Er wordt aangenomen dat haar persoonlijke ervaringen in het leven, onder andere haar relatie met Welhaven, het boek hebben beïnvloed. Na deze roman schreef ze erg weinig fictie maar bleef wel essays, polemieken en haar memoires schrijven.
Tot haar literaire modellen behoorden vrouwelijke schrijvers als Rahel Varnhagen en George Sand, maar ook Edward Bulwer-Lytton en Theodor Mundt. Haar stijl week af van die van haar tijdgenoten in die zin dat ze de voorkeur gaf aan een meer ongedwongen, natuurlijke toon.
In 1851, na tien jaar huwelijk, overleed haar man plotseling. Camilla moest toen vier jonge zonen opvoeden. Ze was gedwongen haar woning te verkopen en is er nooit meer in geslaagd een nieuw huis te verwerven. Haar oudste drie kinderen werden naar familie gestuurd om opgevoed te worden. Zij worstelde de rest van haar leven met persoonlijke financiële problemen. Zowel als jonge vrouw, in de jaren 1830, en als weduwe, na 1862, verbleef ze regelmatig in grote Europese steden. Camilla Collett overleed in Kristiania (nu Oslo) op 6 maart 1895.

## Schrijfstijl en invloeden
Collett groeide op in een omgeving waar men de werken van Jean-Jacques Rousseau bewonderde, die werken zouden een grote invloed hebben op zowel Collett als op haar broer Nicolai. Toen ze Amtmandens Døtre begon te schrijven vond ze inspiratie bij George Sand, hoewel ze Sand's ideeën te radicaal vond. In de roman behandelt ze het feit dat jonge vrouwen en meisjes worden achtergesteld in opleiding en onderwijs dat hen zal stimuleren tot meer succes in het leven. Maar ze beweert niet dat vrouwen leven en succes moeten nastreven onafhankelijk van het feit of ze getrouwd zijn. Collett suggereert dat voor de vier dochters een huwelijk, gebaseerd op liefde en respect, de ultieme kans is op een succesvol leven. Ze steunt het idee van romantische liefde en de vrijheid van vrouwen om hun eigen relatiekeuze(s) door persoonlijke emancipatie te maken. Het boek wordt beschouwd als "scherp kritisch" over de concepten van gedwongen huwelijken en huwelijken die plaatsvinden omwille van sociale conventies en populariteit.
Hoe ouder Collett werd, des te radicaler en meer polemisch haar eigen opvattingen werden. Ze steunde sociale en politieke veranderingen om de rol van de vrouw in de maatschappij te bevorderen. De artikels die ze schreef werden anoniem gepubliceerd maar verschenen uiteindelijk in een boek met verzamelde werken. Er kleefde een stigma aan het idee dat een vrouw schreef en haar eigen ideeën openbaar deelde. Dit beïnvloedde haar carrière en haar emotionele toestand. Collett kanaliseerde deze frustratie in haar schrijven waarin ze vaak dat stigma onderzocht. Na de voltooiing van Amtmandens Døtre, richtte ze zich voornamelijk op kritieken en essays over literatuur waarvan vele Collett tot de eerste feministische literatuurcriticus in Noorwegen maakten. In deze essays en opiniestukken verklaarde ze de behoefte aan een nieuw beeld voor vrouwen en verwierp ze het idee dat vrouwen terughoudend waren en zichzelf opofferden in hun leven.
Haar werk werd geciteerd door tijdgenoten, onder andere door Henrik Ibsen.

## Erkenning[2]
In 1902 kondigde de Noorse Vereniging voor de Rechten van de Vrouw een wedstrijd aan voor het ontwerpen van een monument ter ere van de honderdste verjaardag van Collett's geboorte. De opdracht ging, na een lang proces, naar Gustav Vigeland en het standbeeld I storm in Slottsparken te Oslo werd opgericht in 1911. Van het sculptuur van Ambrosia Tønnesen, die de wedstrijd niet won, werd een miniatuur in marmer gemaakt dat een plaats kreeg in de Nationale Bibliotheek. Ingemund Berulvson's standbeeld: de Strandpromenaden in Kristiansand werd onthuld in 1964, na het honderdvijftigjarig jubileum; het standbeeld van Ada Madssen in de Eidsvollkerk in 1977.
Collett werd van 1979 tot 1997 afgebeeld op de portretzijde van het Noorse bankbiljet van 100 kronen, de eerste vrouw op een Noors bankbriefje. 
Bij het honderdvijftigjarig jubileum in 1963 kreeg ze een beeltenis op twee Noorse postzegels. 
De tweehonderdste verjaardag van haar geboorte viel samen met de honderdste verjaardag van het vrouwenkiesrecht daarom gaf de Noorse post een postzegel uit met Collett en een met het eerste vrouwelijke parlementslid Anna Rogstad (1854-1939).
Er bestaat een Noorse Boeing 737 met op het staartstuk een afbeelding van Camilla Collett.

## Werk
- Amtmandens Døtre (novelle) 1854–1855 (herwerkte edities: 1860, 1879)
- Fortællinger (kort proza) 1860
- I de lange Nætter (Door de lange nachten), dagboek, 1862
- Sidste Blade I-III (artikels) 1868-1873
- Fra de Stummes Leir (artikels) 1877
- Mod Strømmen I–II (artikels) 1879-1885
- Skrifter I–X (collectie van werken) 1892-1893
- Dagbøker og breve (dagboeken en brieven), met Peter Jonas Collett, 1926-1934

## Galerij

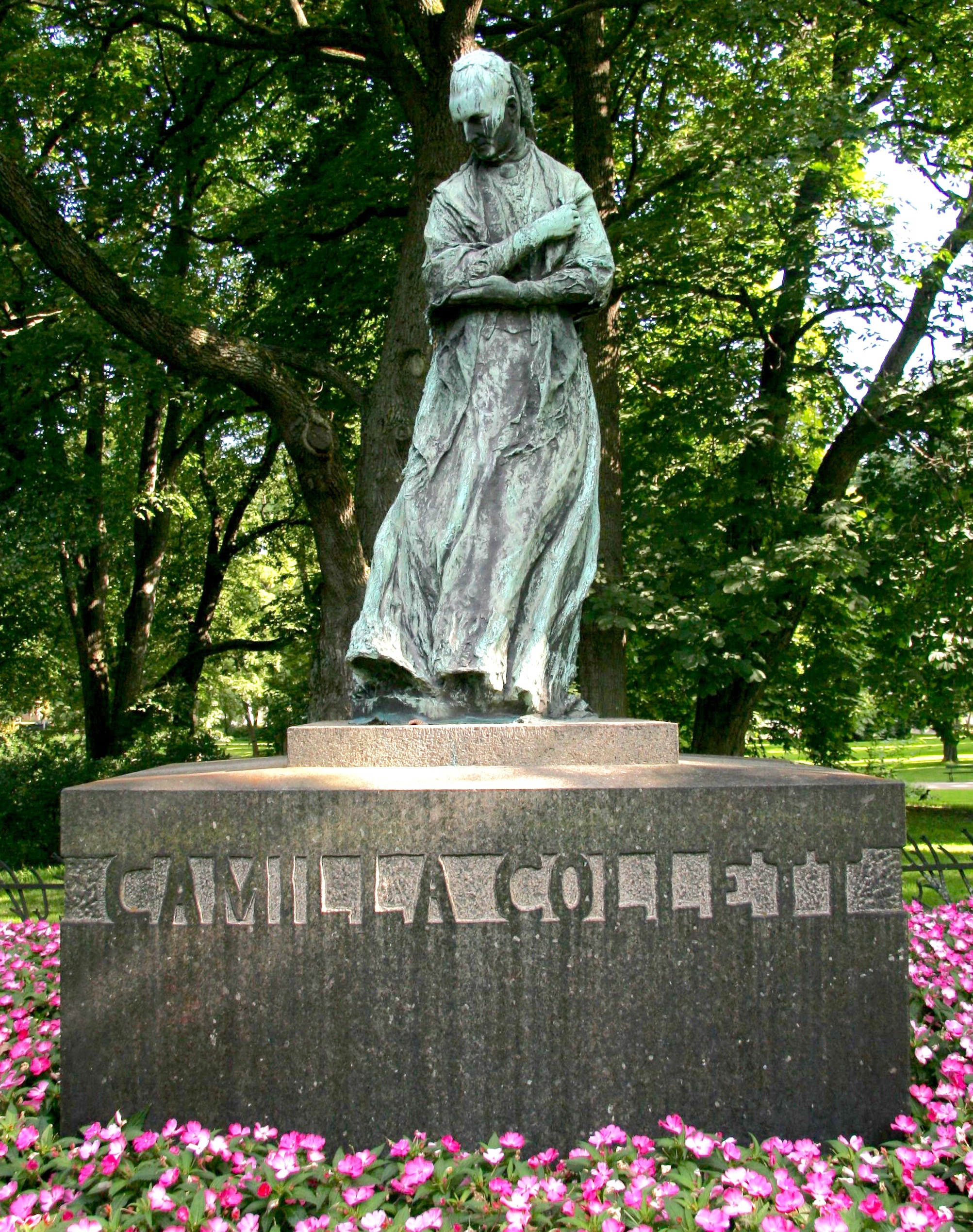
Standbeeld van Camilla Collett in Oslo
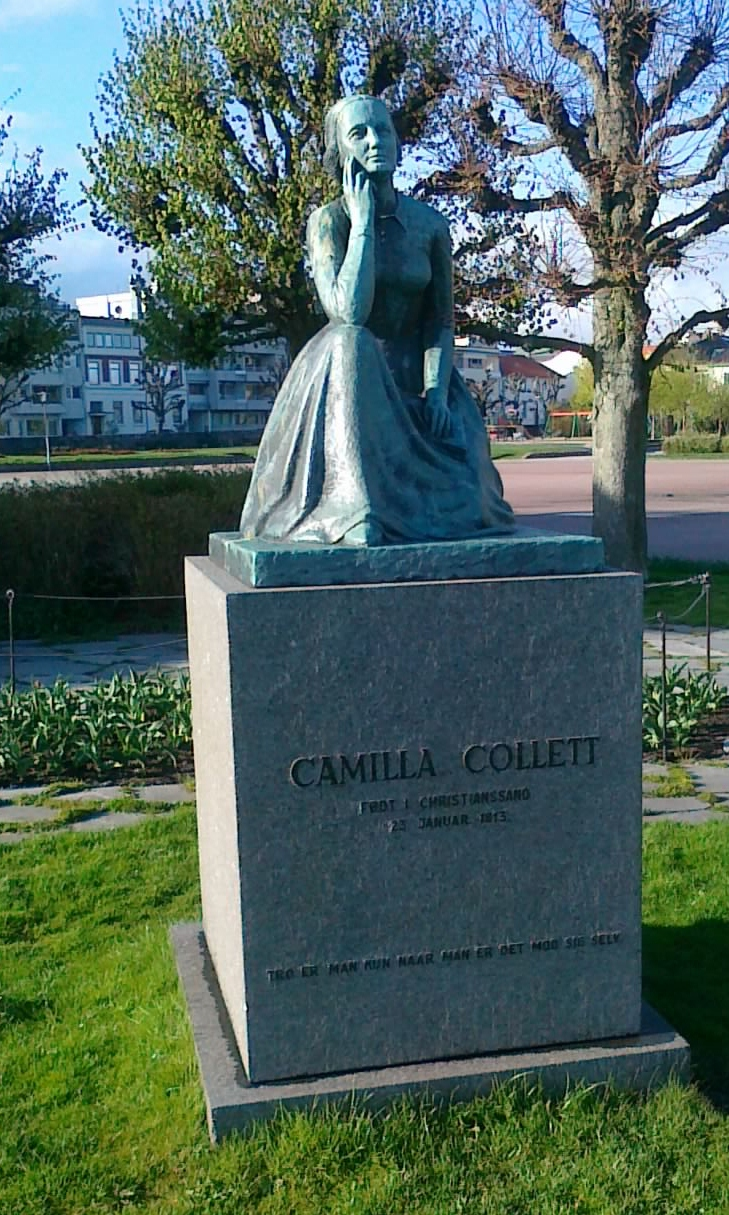
Standbeeld van Camilla Collett in Kristiansand
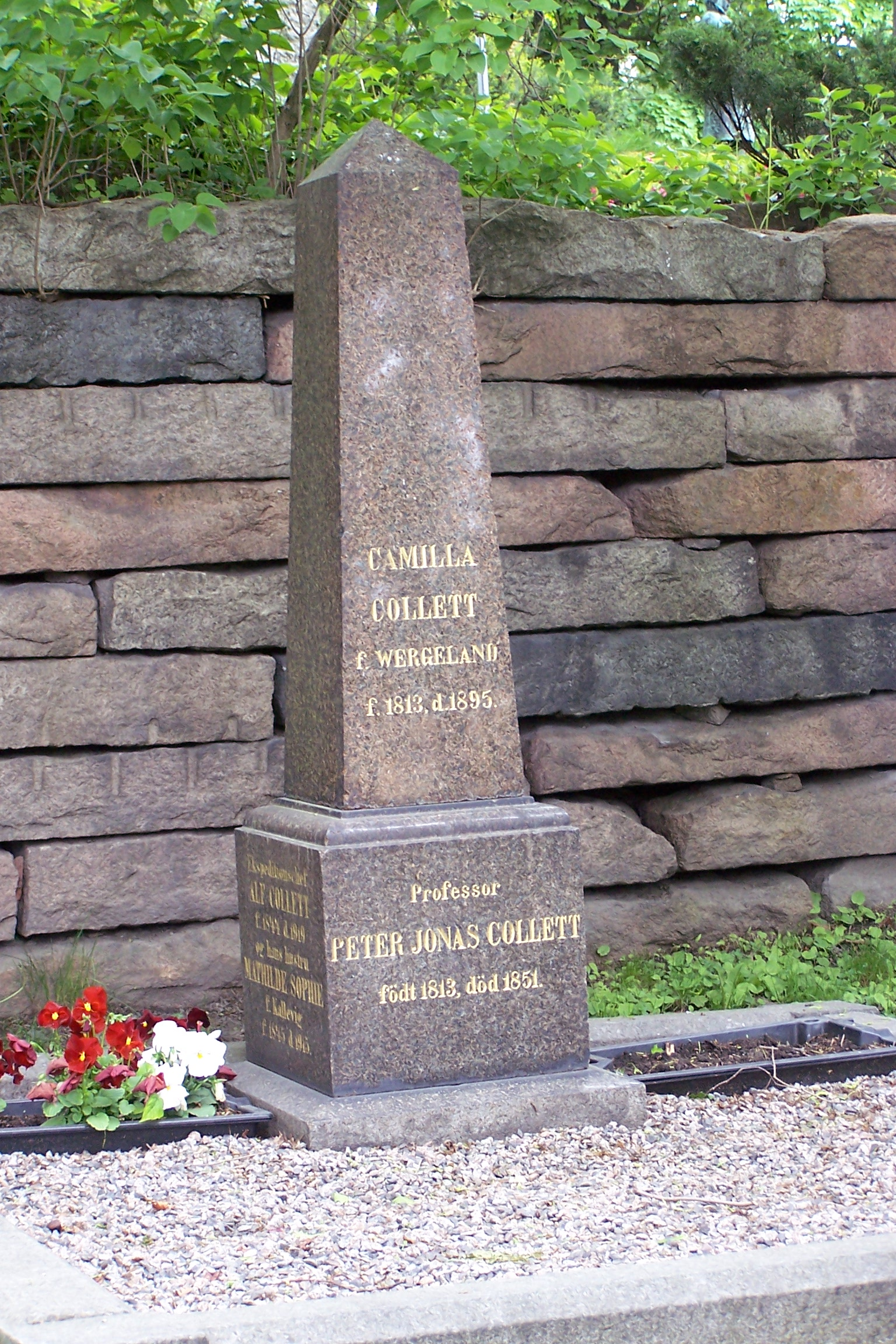
Het graf van Camilla Collett op de begraafplaats Vår Frelsers gravlund in Oslo
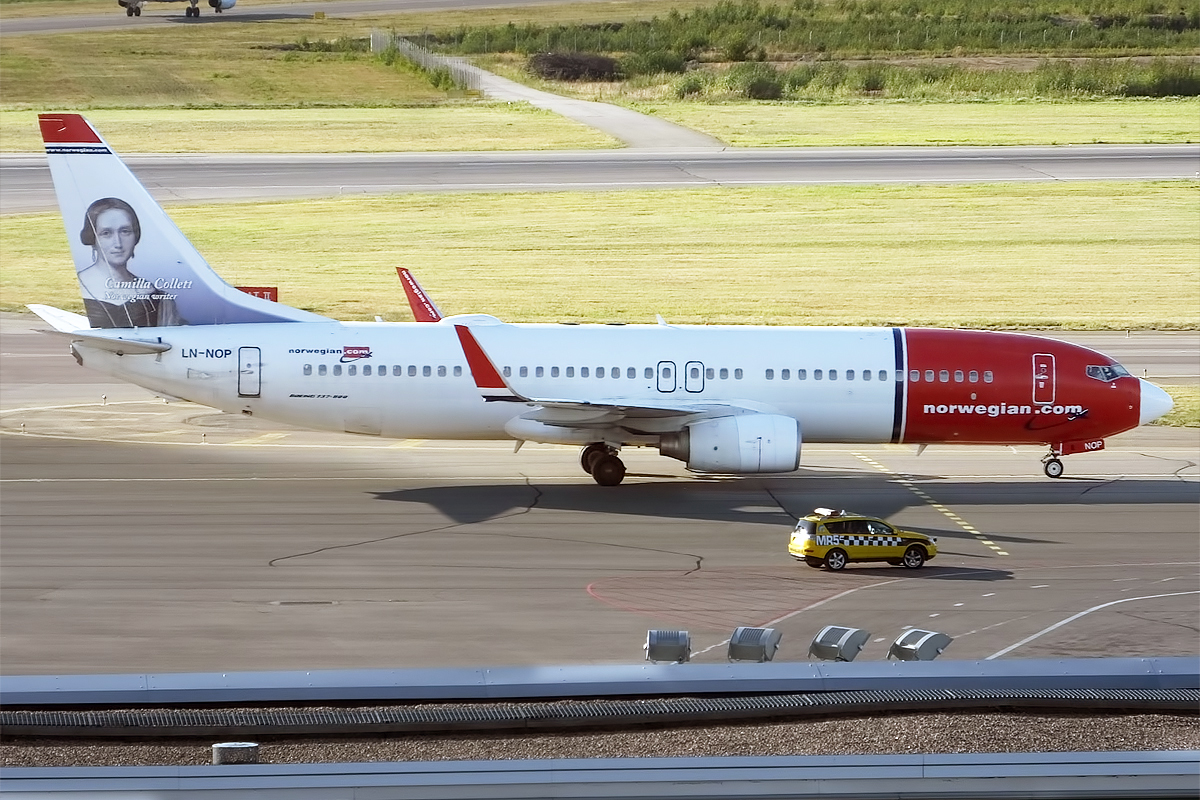
Noorse Boeing 737 met op het staartstuk de afbeelding van Camilla Collett

- Bibsys: 90091665
- Bibliothèque nationale de France: cb125169384 (data)
- CiNii: DA18872824
- Gemeinsame Normdatei: 122197631
- International Standard Name Identifier: 0000 0000 5511 6351
- Library of Congress Control Number: n87882938
- Nationale Bibliotheek van Tsjechië: jn20030828018
- Nationale Bibliotheek van Israël: 987010857739005171
- Nederlandse Thesaurus van Auteursnamen: 067563104
- Réseau des bibliothèques de Suisse occidentale: 02-A018004666
- LIBRIS: 182035
- Système universitaire de documentation: 034411194
- Virtual International Authority File: 56718081
- WorldCat: E39PBJw94FjwqjXywKc9pjwXBP